# Kallstroemia macrocarpa
Kallstroemia macrocarpa là một loài thực vật có hoa trong họ Zygophyllaceae. Loài này được (F. Muell.) Engl. miêu tả khoa học đầu tiên năm 1890.